# Jun Yamashita
Jun Yamashita (* 23. August 1997) ist ein japanischer Leichtathlet, der sich auf den Sprint spezialisiert.

## Sportliche Laufbahn
Erste internationale Erfahrungen sammelte Jun Yamashita bei den Olympischen Jugendspielen 2014 in Nanjing, bei denen er im 200-Meter-Lauf in 21,62 s den sechsten Platz belegte. Zwei Jahre später wurde er bei den U20-Weltmeisterschaften in Bydgoszcz in 20,94 s Achter und gewann mit der japanischen 4-mal-100-Meter-Staffel in 39,01 s die Silbermedaille hinter den Vereinigten Staaten. Bei den IAAF World Relays 2017 auf den Bahamas wurde er in 40,31 s Sechster im B-Finale und  erreichte bei der Sommer-Universiade in Taipeh in 21,16 s den achten Rang. Zudem siegte er mit der japanischen Stafette in 38,65 s. 2018 nahm er erstmals an den Asienspielen in Jakarta teil und belegte mit der gemischten 4-mal-400-Meter-Staffel in 3:21,90 min den vierten Platz. Im Jahr darauf belegte er bei den Studentenweltspielen in Neapel in 20,58 s den vierten Platz und siegte mit der japanischen Mannschaft erneut in 38,92 s. Zudem erreichte er mit der 4-mal-400-Meter-Staffel in 3:04,34 min ebenfalls Rang vier. Über 200 Meter qualifizierte er sich damit auch für die Weltmeisterschaften in Doha, bei denen er mit 20,62 s in der Vorrunde ausschied. 2021 nahm er an den Olympischen Spielen in Tokio teil und schied dort mit 20,78 s in der ersten Runde über 200 m aus. 
Yamashita ist Student an der Universität Tsukuba. Sein Vater Norifumi sowie sein älterer Bruder Kōhei Yamashita waren bzw. sind als Dreispringer erfolgreich. 

## Persönliche Bestzeiten
- 100 Meter: 10,28 s (+1,9 m/s), 13. August 2019 in Tsukuba
- 200 Meter: 20,40 s (+0,8 m/s), 17. August 2019 in Fukui